# Инальцинское сельское поселение
Инальцинское сельское поселение — муниципальное образование в Борисоглебском районе Ярославской области. Административный центр — деревня Инальцино.

## История
Инальцинское сельское поселение образовано 1 января 2005 года в соответствии с законом Ярославской области № 65-з от 21 декабря 2004 года «О наименованиях, границах и статусе муниципальных образований Ярославской области». Границы Инальцинского сельского поселения установлены в административных границах Андреевского, Покровского и Щуровского сельских округов.

## Население
| 2007  | 2010  | 2011  | 2012  | 2013  | 2014  | 2015  | 2016  | 2017  |
| ----- | ----- | ----- | ----- | ----- | ----- | ----- | ----- | ----- |
| 1567  | ↘1305 | ↗1306 | ↘1301 | ↘1271 | ↗1288 | ↘1239 | ↘1208 | ↘1153 |
| 2018  | 2019  | 2020  | 2021  |       |       |       |       |       |
| ↘1109 | ↗1110 | ↘1099 | ↗1204 |       |       |       |       |       |

## Состав сельского поселения
В состав сельского поселения (образованного в границах 3 сельских округов: Андреевского, Покровского и Щуровского) входят 69 населённых пунктов. 
| №  | Населённый пункт | Тип населённого пункта          | Население | Сельский округ |
| -- | ---------------- | ------------------------------- | --------- | -------------- |
| 1  | Александрово     | деревня                         | ↘9        | Щуровский      |
| 2  | Андреевское      | село                            | ↘51       | Андреевский    |
| 3  | Антониха         | деревня                         | ↘8        | Щуровский      |
| 4  | Афонасово        | деревня                         | →0        | Щуровский      |
| 5  | Баскачи          | деревня                         | ↘3        | Щуровский      |
| 6  | Березники        | деревня                         | ↘5        | Андреевский    |
| 7  | Березники        | деревня                         | ↘288      | Покровский     |
| 8  | Боловино         | деревня                         | ↘0        | Андреевский    |
| 9  | Бородино         | деревня                         | ↘8        | Щуровский      |
| 10 | Брюхово          | деревня                         | →0        | Покровский     |
| 11 | Верзино          | село                            | ↘9        | Покровский     |
| 12 | Волосово         | деревня                         | ↗12       | Андреевский    |
| 13 | Гавино           | деревня                         | ↗2        | Андреевский    |
| 14 | Гора Сипягина    | деревня                         | ↘7        | Андреевский    |
| 15 | Григорово        | деревня                         | ↘5        | Щуровский      |
| 16 | Губино           | деревня                         | ↗2        | Покровский     |
| 17 | Дергалово        | деревня                         | →0        | Покровский     |
| 18 | Долгополово      | деревня                         | ↘11       | Покровский     |
| 19 | Дорки            | деревня                         | ↗8        | Покровский     |
| 20 | Ермолино         | деревня                         | ↗8        | Андреевский    |
| 21 | Зачатье          | село                            | ↘103      | Щуровский      |
| 22 | Землево          | деревня                         | →33       | Покровский     |
| 23 | Зубово           | деревня                         | ↗1        | Покровский     |
| 24 | Зубцово          | деревня                         | →0        | Щуровский      |
| 25 | Иваново-Рудаково | село                            | ↘1        | Покровский     |
| 26 | Ивашево          | деревня                         | →12       | Андреевский    |
| 27 | Иверцево         | деревня                         | →0        | Покровский     |
| 28 | Ильково          | деревня                         | →0        | Андреевский    |
| 29 | Инальцино        | деревня, административный центр | ↗161      | Андреевский    |
| 30 | Исаево           | деревня                         | →0        | Щуровский      |
| 31 | Козлово          | деревня                         | ↘8        | Покровский     |
| 32 | Коробцово        | деревня                         | ↘1        | Щуровский      |
| 33 | Костьяново       | деревня                         | →0        | Покровский     |
| 34 | Кузьмадино       | деревня                         | ↘1        | Покровский     |
| 35 | Кузьминское      | деревня                         | ↘0        | Щуровский      |
| 36 | Кузяево          | деревня                         | ↗5        | Андреевский    |
| 37 | Лавреньково      | деревня                         | ↘4        | Андреевский    |
| 38 | Легково          | деревня                         | →0        | Покровский     |
| 39 | Лодыгино         | деревня                         | →0        | Щуровский      |
| 40 | Лужки            | деревня                         | →3        | Покровский     |
| 41 | Ляхово           | деревня                         | ↘18       | Андреевский    |
| 42 | Маклоково        | деревня                         | ↘16       | Андреевский    |
| 43 | Маурино          | деревня                         | ↗21       | Покровский     |
| 44 | Монастырское     | деревня                         | →0        | Покровский     |
| 45 | Никиткино        | деревня                         | ↘19       | Щуровский      |
| 46 | Ново             | деревня                         | ↘0        | Щуровский      |
| 47 | Ново-Павловское  | село                            | ↘1        | Щуровский      |
| 48 | Новоселка        | село                            | →6        | Покровский     |
| 49 | Оносово          | село                            | →0        | Щуровский      |
| 50 | Покровское       | село                            | ↘95       | Покровский     |
| 51 | Прудищи          | деревня                         | →0        | Андреевский    |
| 52 | Прудищи          | деревня                         | ↘0        | Щуровский      |
| 53 | Псарево          | деревня                         | ↘2        | Андреевский    |
| 54 | Пысково          | деревня                         | ↘27       | Андреевский    |
| 55 | Рождествено      | село                            | →0        | Андреевский    |
| 56 | Спас-Подгорье    | село                            | ↘23       | Андреевский    |
| 57 | Старово          | деревня                         | ↗14       | Андреевский    |
| 58 | Староселье       | деревня                         | ↘0        | Щуровский      |
| 59 | Степаново        | деревня                         | ↘21       | Андреевский    |
| 60 | Стрижово         | деревня                         | →0        | Покровский     |
| 61 | Стройцино        | деревня                         | ↗6        | Щуровский      |
| 62 | Сущево           | село                            | ↘93       | Андреевский    |
| 63 | Тархово          | деревня                         | →0        | Покровский     |
| 64 | Трепарево        | деревня                         | ↘19       | Щуровский      |
| 65 | Троицкое         | деревня                         | ↗5        | Покровский     |
| 66 | Туксаново        | деревня                         | →13       | Андреевский    |
| 67 | Фролово          | деревня                         | →5        | Покровский     |
| 68 | Щурово           | село                            | ↘132      | Щуровский      |
| 69 | Якшино           | деревня                         | ↘0        | Андреевский    |